# Acantholabrus palloni
Acantholabrus palloni là loài cá biển duy nhất thuộc chi Acantholabrus trong họ Cá bàng chài. Loài cá này được mô tả lần đầu tiên vào năm 1810.

## Từ nguyên
Từ dịnh danh acantholabrus của chi được ghép bởi 2 từ trong tiếng Latinh: acanthus ("ngạnh, gai") và labrus (tên gọi của chi Labrus, chi điển hình của họ Cá bàng chài), hàm ý đề cập đến 5 gai vây hậu môn của loài này so với 3 gai ở Labrus.
Từ định danh palloni của loài không được tác giả giải thích rõ hàm ý, có lẽ là đặt theo tên của sông Paillon thuộc Nice, Pháp, cũng là nơi mà A. palloni lần đầu tiên được thu thập.

## Phạm vi phân bố và môi trường sống
A. palloni có phạm vi phân bố ở Đông Đại Tây Dương. Loài cá này được ghi nhận từ Na Uy trải dài theo bờ biển các nước phía tây châu Âu và Tây Phi đến Gabon, bao gồm Madeira và quần đảo Canary ngoài khơi Đại Tây Dương, nhưng không được ghi nhận tại Azores và quần đảo Cape Verde. Ở Địa Trung Hải, A. palloni khá phổ biến, nhưng rất hiếm ở bờ biển phía đông.
A. palloni sống gần những mỏm đá và các hang động, hoặc trên nền đáy cát ở độ sâu khoảng từ 30 đến 500 m.

## Mô tả
Chiều dài cơ thể tối đa được ghi nhận ở A. pallonilà 25 cm. Cơ thể của A. palloni có đốm đen trên cuống đuôi và trên phần vây gai vây lưng.

## Sinh thái
Thức ăn của A. palloni là những loài thủy sinh không xương sống ở tầng đáy. A. palloni thường sống đơn độc, nhưng cũng có thể hợp thành các nhóm nhỏ. Cá đực xây tổ, có nhiệm vụ bảo vệ và chăm sóc những quả trứng.